# Ruth (California)
Ruth es un lugar designado por el censo (en inglés, census-designated place, CDP) situado en el condado de Trinity, California, Estados Unidos. Según el censo de 2020, tiene una población de 254 habitantes.

## Geografía
La localidad está ubicada en las coordenadas 40°17′38″N 123°20′54″O / 40.29389, -123.34833 (40.293849, -123.348335).